# Lilli Polansky
Lilli Polansky (* 2001 in Wien) ist eine österreichische Autorin.

## Leben
Lilli Polansky lebt in Wien, studierte Rechtswissenschaften und seit 2022 Germanistik. In ihrem im August 2024 erschienen Erstlingswerk Gratulieren müsst ihr mir nicht beschreibt sie ihre eigene Krankheitsgeschichte mit Diagnose Hirntumor, einem Herzleiden, einer Notoperation und einer anschließenden Depression. Dieses Werk wurde 2025 mit dem Rauriser Literaturpreis ausgezeichnet. 

## Schriften
- Gratulieren müsst ihr mir nicht. Schöffling & Co., Frankfurt am Main 2024, ISBN 978-3-89561-159-9.

## Auszeichnungen
- 2025: Rauriser Literaturpreis